# Oost-Beiroet
Oost-Beiroet wordt behalve als nadere geografische bepaling, vaak gebruikt om het christelijke deel van Beiroet aan te duiden. Dit vindt zijn oorsprong in de Libanese Burgeroorlog, waarbij voornamelijk christelijke milities de macht hadden in het oostelijk deel van Beiroet.
West-Beiroet daarentegen werd beheerst door islamitische milities derhalve geassocieerd met het islamitische deel van Beiroet.
De scheidslijn, en vaak ook de frontlinie van de gewelddadigheden, werd Groene Lijn genoemd.
Inmiddels is het onderscheid tussen beide stadsdelen vervaagd en is de Groene Lijn vrijwel geheel verdwenen.